# Harpalyce sousai
Harpalyce sousai är en ärtväxtart som beskrevs av Mary Therese Kalin Arroyo. Harpalyce sousai ingår i släktet Harpalyce och familjen ärtväxter. Inga underarter finns listade i Catalogue of Life.